# Yahya al-Noufali
Yahya Salim al-Noufali (* 29. Februar 1988) ist ein ehemaliger omanischer Leichtathlet, der sich auf den Sprint spezialisiert hat.

## Sportliche Laufbahn
Erste internationale Erfahrungen sammelte Yahya al-Noufali im Jahr 2010, als er bei den Asienspielen in Guangzhou im 200-Meter-Lauf mit 21,57 s in der ersten Runde ausschied. Zudem belegte er mit der omanischen 4-mal-100-Meter-Staffel in 40,02 s den siebten Platz. Im Jahr darauf erreichte er bei den Asienmeisterschaften in Kōbe in 21,20 s Rang acht über 200 Meter, verpasste diesmal aber mit der Staffel den Finaleinzug. Bei den Panarabischen Spielen in Doha gewann er in 3:08,54 min die Bronzemedaille hinter den Teams aus Saudi-Arabien und dem Sudan und ursprünglich gewann er auch mit der 4-mal-100-Meter-Staffel eine Medaille, diese wurde ihm aber wegen eines Dopingvergehens eines Mitstreiters im Nachhinein wieder aberkannt. 2014 belegte er bei den Hallenasienmeisterschaften in Hangzhou in 6,85 s den achten Platz im 60-Meter-Lauf und nahm anschließend erneut an den Asienspielen in Incheon teil und wurde dort über 200 Meter im Vorlauf disqualifiziert, wie auch mit der 4-mal-100-Meter-Staffel. 2018 beendete er nach den Westasienmeisterschaften in Amman seine aktive sportliche Karriere im Alter von 30 Jahren.

## Persönliche Bestzeiten
- 100 Meter: 10,51 s (+1,0 m/s), 12. Dezember 2012 in Dubai
  - 60 Meter (Halle): 6,84 s, 15. Februar 2014 in Hangzhou
- 200 Meter: 21,10 s (+0,2 m/s), 11. Juli 2010 in Prag